# Мартинес, Сатурнино
Сатурни́но Марти́нес Тира́до (исп. Saturnino Martínez Tirado; 30 ноября 1927 — 21 марта 2019) — мексиканский футболист, играл на позиции защитника. Участник чемпионата мира 1954 года.

## Биография

### Игровая карьера
Мартинес в течение двух сезонов играл за «Реал Эспанья». В 1950 году перешёл в «Леон», в составе которого отыграл три сезона и в 1952 году выиграл чемпионский титул. В 1953 году он перешёл в «Некаксу», в составе которой провёл выдающийся сезон и был приглашён для участия на чемпионат мира 1954 года. В составе сборной Мексики на том турнире сыграл матч группового этапа со сборной Франции (2:3). Всего за сборную Мексики сыграл 7 матчей.
В 1954 году перешёл в «Атланте», в составе которого отыграл один сезон и закончил карьеру.

### Смерть
Скончался 21 марта 2019 года в возрасте 91 года.

## Достижения
«Леон»
- Чемпион Мексики (1): 1951/52